# Tom Hopper
Thomas Edward "Tom" Hopper (Coalville, 28 de janeiro de 1985), é um ator inglês. Ele é mais conhecido por Billy Bones em Black Sails e Luther Hargreeves em The Umbrella Academy.

## Início da vida
Thomas Edward Hopper nasceu em 28 de janeiro de 1985 em Coalville, Leicestershire. Ele frequentou a Ashby School onde desenvolveu o primeiro interesse em atuação. Matriculou-se em uma classe de teatro e apareceu em uma produção do musical Return to the Forbidden Planet. Ele estudou atuação no Rose Bruford College.

## Carreira
Foi ator convidado no episódio The Eleventh Hour de Doctor Who, lançado em 2010. Ainda em 2010, participou do episódio final da terceira temporada de Merlin no papel de Sir Percival, tornando-se recorrente nas duas últimas temporadas da telessérie.
Em setembro de 2012, foi o primeiro ator do elenco da telessérie Black Sails a ser anunciado na mídia. O drama pirata estreou no Starz em 25 de janeiro de 2014 e serve como praquela para A Ilha do Tesouro. Tom interpretou Billy Bones e disse em entrevista que escolheu deliberadamente interpretar Bones como uma "pessoa altruísta, cuidando de sua equipe", acreditando que o personagem teria mudado drasticamente no período entre Black Sails e A Ilha do Tesouro.
Em 2014, estrelou o filme A Saga Viking no papel de um guerreiro viking chamado Asbjörn. 
Em 2016, estrelou o docudrama do History Barbarians Rising como Armínio.
Em 2017, participou da sétima temporada de Game of Thrones como Dickon Tarly, substituindo Freddie Stroma que já havia aparecido no papel na temporada anterior.
Em 2019, apareceu como Luther Hargreeves no elenco principal da série da Netflix The Umbrella Academy. Ele teve que usar um traje muscular para obter a aparência correta do personagem e também foi treinado em artes marciais.
Apareceu nos cinemas em I Feel Pretty (2018) e Terminator: Dark Fate (2019).

## Vida pessoal
Tom casou-se com a atriz Laura Higgins em 2014. Eles têm um filho e uma filha.